# Roppyakken
 (février 2018).
Si vous disposez d'ouvrages ou d'articles de référence ou si vous connaissez des sites web de qualité traitant du thème abordé ici, merci de compléter l'article en donnant les références utiles à sa vérifiabilité et en les liant à la section « Notes et références ».
Le Roppyakken (六百間) est un jeu de cartes japonais pour 2 ou 3 joueurs qui se pratique avec les cartes Hanafuda.
Ce jeu consiste à capturer des cartes en réalisant des paires avec une carte de sa main et une carte au centre de la table. Le but est de marquer 600 points avant ses adversaires grâce aux cartes capturées, ainsi qu'en formant des combinaisons de cartes appelées Yaku (役).
Il n'existe pas de règle officielle pour ce jeu mais la version présentée ici est une des plus jouées.

## Présentation des cartes
Le paquet de cartes Hanafuda comporte 48 cartes. Chaque carte est affiliée à une fleur, elle-même associée à un mois. Il y a donc 4 cartes par mois de l'année. Pour le Roppyakken, les cartes sont réparties en 4 catégories, valant chacune un certain nombre de points.
- Les cartes Lumières (Hikari) : 50 points (6 cartes)
- Les cartes animaux / objets (Tane) : 10 points (9 cartes)
- Les cartes rubans (Tan) : 10 points (10 cartes)
- Les cartes normales (Kasu) : 0 point (23 cartes)

Il est à noter que les valeurs associées à ces catégories sont différentes de celles habituellement utilisées dans les jeux japonais d'Hanafuda, comme le Hana-Awase par exemple.
De plus, la fauvette japonaise, habituellement dans la catégorie des animaux / objets, est ici considérée comme une lumière. Il en est de même pour la carte spéciale du mois de décembre (habituellement colorée en jaune), qui n'est pas considérée comme une carte normale mais comme un animal/objet.
| Mois      | Fleur                                                     | Cartes | Images |
| Janvier   | Matsu (松) Pin (Pinus)                                    | 2 normales (0 pt), 1 ruban à poésie (10 pts) et 1 lumière : grue japonaise (50 pts)                                                        |        |
| Février   | Ume (梅) Abricotier du Japon (Prunus mume)                | 2 normales (0 pt), 1 ruban à poésie (10 pts) et 1 lumière : fauvette japonaise sur une branche (50 pts)                                    |        |
| Mars      | Sakura (桜) Fleur de cerisier du Japon (Prunus serrulata) | 2 normales (0 pt), 1 ruban à poésie (10 pts) et 1 lumière : rideau de campement (50 pts)                                                   |        |
| Avril     | Fuji (藤) Glycine (Wisteria)                              | 2 normales (0 pt), 1 ruban rouge (10 pts) et 1 animal : coucou (10 pts)                                                                    |        |
| Mai       | Shobu (菖蒲) Iris d'eau japonais (Iris laevigata)         | 2 normales (0 pt), 1 ruban rouge (10 pts) et 1 animal : Iris d'eau japonais près d'un pont (10 pts)                                        |        |
| Juin      | Botan (牡丹) Pivoine (Paeonia)                            | 2 normales (0 pt), 1 ruban violet (10 pts) et 1 animal : papillon (10 pts)                                                                 |        |
| Juillet   | Hagi (萩) Lespédéza (Lespedeza)                           | 2 normales (0 pt), 1 ruban rouge (10 pts) et 1 animal : sanglier (10 pts)                                                                  |        |
| Août      | Susuki (薄) Miscanthus sinensis                           | 2 normales (0 pt), 1 animal : oie en vol (10 pts) et 1 lumière : pleine lune avec ciel rouge (50 pts)                                      |        |
| Septembre | Kiku (菊) Chrysanthème (Chrysanthemum)                    | 2 normales (0 pt), 1 ruban violet (10 pts) et 1 animal : coupe de saké (10 pts)                                                            |        |
| Octobre   | Momiji (紅葉) Érable (Acer)                               | 2 normales (0 pt), 1 ruban violet (10 pts) et 1 animal : cerf sous un érable (10 pts)                                                      |        |
| Novembre  | Yanagi (柳) Saule (Salix)                                 | 1 normale représentant la foudre (0 pt), 1 ruban rouge (10 pts), 1 animal : hirondelle (10 pts) et 1 lumière : homme au parapluie (50 pts) |        |
| Décembre  | Kiri (桐) Paulownia (Paulownia)                           | 2 normales (0 pt), 1 animal : normale spéciale (10 pts) et 1 lumière : phénix chinois (50 pts)                                             |        |

Dans certaines variantes, la coupe de saké (septembre) et le cerf (octobre), sont considérées comme des lumières (50 points).

## Le Gaji (鬼札)
La lumière du mois de novembre, représentant un homme sous la pluie est appelée le Gaji.
Lorsqu'un joueur joue le Gaji, ou le pioche lors de sa deuxième phase de jeu, il peut capturer à l'aide de celui-ci n'importe quelle carte (qui n'est pas une plaine) disponible au centre de la table, même si celle-ci n'est pas du mois de novembre. Toutefois, la plaine du mois de novembre est capturable par le Gaji.

## Déroulement du jeu

### Mise en place
- Pour déterminer le premier joueur (appelé oya (親), ce qui signifie parent), chacun pioche une carte au hasard. Le joueur ayant la carte la plus proche du début de l’année commencera la première manche. En cas d'égalité, les joueurs concernés piochent une nouvelle carte.
- Le premier joueur aura le rôle du donneur. Après avoir mélangé les cartes, le joueur à sa droite coupe le paquet de cartes. Puis, le donneur va distribuer les cartes comme suit :

Pour une partie à 2 joueurs : 4 à chaque joueurs, 4 au centre face visible, puis de nouveau 4 à chaque joueur, et enfin 4 au centre face visible. Chaque joueur se retrouve donc avec 8 cartes en main, et 8 cartes sont présentes au centre de la table.
Pour une partie à 3 joueurs : 4 à chaque joueurs, 3 au centre face visible, puis de nouveau 3 à chaque joueur, et enfin 3 au centre face visible. Chaque joueur se retrouve donc avec 7 cartes en main, et 6 cartes sont présentes au centre de la table.
Les cartes restantes sont posées face cachée et formeront la pioche. Si 4 cartes du même mois sont présentes face visible, la manche est annulée, et on procède à une nouvelle donne.

### Tour de jeu
En commençant par le donneur, chaque joueur va réaliser son tour de jeu, dans le sens antihoraire, jusqu’à la fin de la manche. A son tour, un joueur doit réaliser 2 actions :
1. Le joueur sélectionne une carte de sa main pour créer une paire avec une carte au centre. Une paire est constituée par deux cartes du même mois (avec la même fleur). Dans ce cas, les deux cartes qui constituent la paire sont capturées par le joueur qui peut les mettre à côté de lui. Si deux cartes du même mois sont présentes au centre, le joueur choisit librement celle qu'il veut prendre. Exception : Si au centre de la table, il y a trois cartes du même mois et qu'un joueur pose la quatrième, il a alors le droit de prendre les quatre cartes. Si le joueur ne peut pas ou ne veut pas créer de paire, il doit défausser face visible une de ses cartes au centre de la table. Mais si la carte défaussée permet de créer une paire, il est obligé de la capturer.
2. Après avoir joué une carte de sa main, le joueur pioche une carte. Comme précédemment, si cette carte permet de créer une paire avec une carte face visible, il capture la paire. S'il ne peut pas créer de paire, il la pose au centre de la table.

Lorsque chaque joueur a vidé sa main, la manche se termine, et chacun peut alors compter ses points.

### Comptage des points
Le calcul des points se déroule comme suit :
- Score du joueur = (Somme des points des cartes) + (Somme des points des Yaku)

### Fin du jeu
Le jeu se poursuit ainsi, en cumulant les scores, jusqu'à ce qu'un joueur atteigne ou dépasse les 600 points à l'issue d'une manche. Si ce dernier a plus de 30 points d'avance sur le second, il est déclaré vainqueur. Sinon, on rejoue une manche supplémentaire.

## Les Yaku (役)
Deux types de Yaku peuvent être distingués : Les Teyaku (手役) et les Deriyaku (出来役).

### Les Teyaku (手役)
Au début d'une manche, les joueurs peuvent marquer des points s'ils possèdent certaines combinaisons de cartes en main. Pour gagner les points associés à un Deriyaku, un joueur doit dévoiler les cartes le composant aux autres joueurs.
Il existe 2 types de Deriyaku :
- Le brelan (同種札三枚) (3 cartes de mois identiques) : 200 points
- La main de plaines (すべてカス) (toutes les cartes sont des plaines) : 400 points

### Les Deriyaku (出来役)
Voici la liste des différent DeriYaku réalisables au Roppyakken. Ces combinaisons marquent des points en fin de manche si un joueur parvient à capturer les cartes qui les composent.
| Nom                           | Composition                                                                      | Points | Illustration |
| ----------------------------- | -------------------------------------------------------------------------------- | ------ | ------------ |
| Shikō (四光)                  | La grue, le rideau, la lune et le phénix                                         | 600    |              |
| Nanatan (七短)                | 7 rubans sur les 10 disponibles                                                  | 600    | （exemple）  |
| Ino-Shika-Cho (猪鹿蝶)        | Le sanglier, le cerf, et les papillons                                           | 300    |              |
| Makkiribōzu (松桐坊主)        | La grue, le phénix et la lune                                                    | 150    |              |
| Teppō (鉄砲)                  | Le rideau, la lune et la coupe de saké                                           | 300    |              |
| Hanami-de-Ippai (花見て一杯)  | Le rideau et la coupe de saké                                                    | 100    |              |
| Tsukimi-de-Ippai (月見て一杯) | La lune et la coupe de saké                                                      | 100    |              |
| Ōzan (大三)                   | La grue, la fauvette et le rideau                                                | 150    |              |
| Kozan (小三)                  | Les 3 rubans portant des inscriptions                                            | 100    |              |
| Akatan (青短)                 | Les 3 rubans bleus                                                               | 100    |              |
| Sōtan (草短)                  | Les 3 rubans rouges (sans celui de novembre)                                     | 100    |              |
| Shima (シマ)                  | Les 4 cartes du mois de janvier, février, mars, avril, août, octobre ou décembre | 50     | （exemple）  |
| Ameshima (雨シマ)             | Les 4 cartes du mois de novembre                                                 | 200    |              |